# Preganziol
Preganziol là một đô thị ở tỉnh Treviso trong vùng Veneto, có cự ly khoảng 20 km về phía tây bắc của Venice và khoảng 8 km về phía nam của Treviso. Tại thời điểm ngày 31 tháng 12 năm 2004, đô thị này có dân số 15.921 người và diện tích là 22,9 km².
Đô thị Preganziol có các frazioni (các đơn vị trực thuộc, chủ yếu là các làng) Frescada, San Trovaso, Sambughè, Boschetta, Settecomuni and Madonna delle Grazie.
Preganziol giáp các đô thị: Casale sul Sile, Casier, Mogliano Veneto, Treviso, Zero Branco.